# 东方剑齿虎属
东方剑齿虎属（学名：Oriensmilus）是猎猫科的一属。

## 下属物种
本属包括以下物种：
- Oriensmilus liupanensis Wang, White & Guan, 2020[2]